# Marimekko

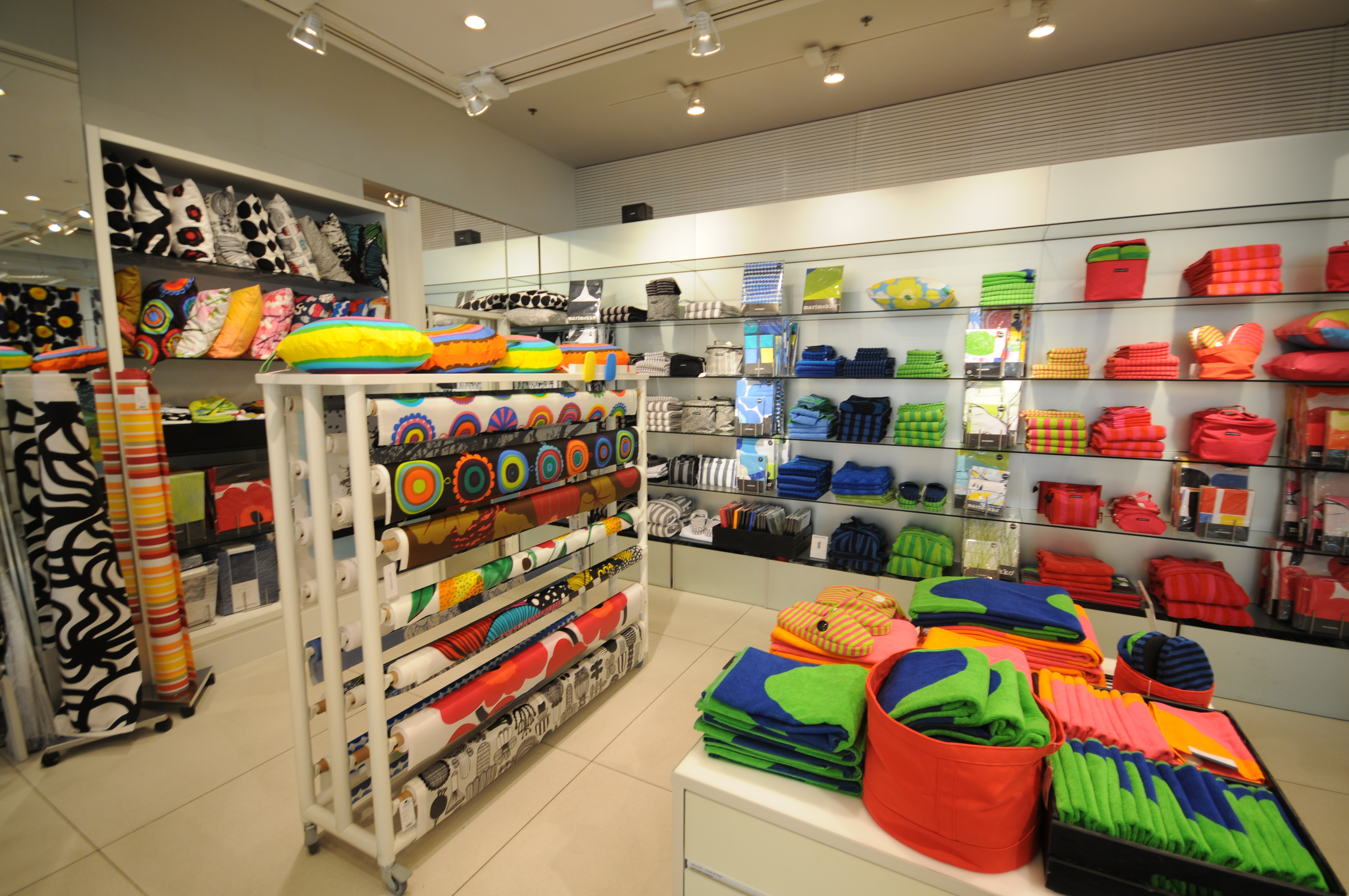
Marimekko-butik i Helsingfors

Marimekko Oyj (uttalas [má:rimeckå]) är ett världsberömt finländskt designföretag som framställer tyger med mera. Bolaget startades av Armi Ratia som utvecklade det till ett ledande textildesignföretag under 1950- och 1960-talen. Bolagets mönster återfinns förutom på textilier på en rad andra produkter, bland annat porslin och väskor, och säljs över hela världen.

## Historia

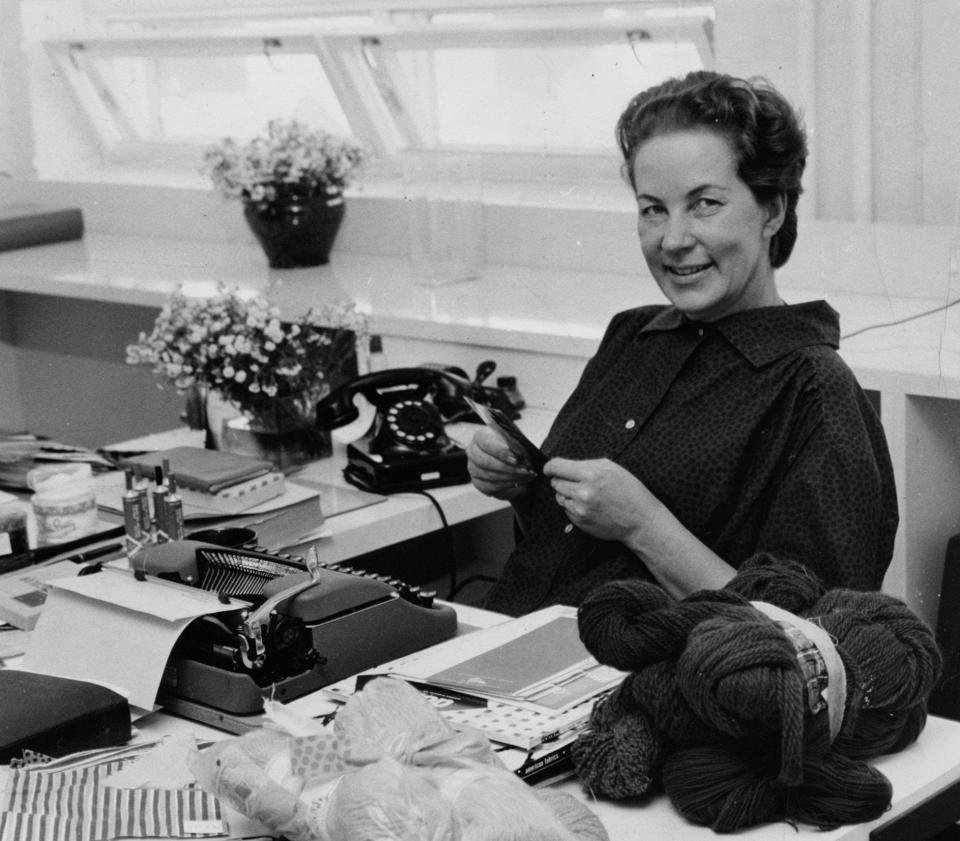
Armi Ratia 1959.

Marimekko grundades 1951 och bildades utifrån företaget Printex som tillverkade textilier. Viljo Ratia köpte Printex 1949 och hans fru Armi Ratia blev den som ledde utvecklingen av Marimekko. Armi Ratia hade studerat till textilformgivare vid Centralskolan för konstflit. Hon startade sedan en ateljé för textiltillverkning för hand av sömmerskor. När vaxdukarna som Printex tillverkade inte sålde som förväntat föreslog Armia Ratia att företaget skulle börja sälja moderna textilier. Marimekko grundades 1951 utifrån Marimekkoprojektet som var en sidoverksamhet inom Printex. Namnet Marimekko betyder Maris (Marias) klänning. Marimekkoprojektet syftade till att sälja dyrare textilier än de Printex sålde. Delägare var även haute couture-konstnären Riitta Immonen. Den första visningen ägde rum på restaurangen Kalastajatorppa 20 maj 1951 med klänningar ritade av Riitta Immonen och med mönster ritade av Maija Isola och Per-Olof Nyström.
De första heltidsanställda formgivarna var Maija Isola och Vuokko Nurmesniemi. Nurmesniemi formgav skjortan Jokapoika som blev en stor framgång. 1952 öppnades den första Marimekko-butiken för att sälja företagets moderna, och för tiden vågade, mönster och färger. 1954 infördes den logotyp som företaget fortfarande använder då reklamgrafikern Helge Mether-Borgström valde typsnittet courier för att markera det kollektiva.
1956 började man exportera sina kläder. 1958 var man med på Världsutställningen i Bryssel som en del av Finlands paviljong. Deltagandet banade vägen för framgångarna i USA när Harvardarkitekten Benjamin Thompson tog in Marimekkos kollektioner ritade av Vuokko Nurmesniemi till sin butik Design Research i Cambridge. Samma år arrangerades en speciell Marimekko-utställning i Stockholm, och det var också i Stockholm som man öppnade sin första butik utanför Finland 1960. Vuokko Nurmesniemi lämnade Marimekko 1959/1960 och ersattes av Annika Rimala. Rimala designade Marimekkos populära kollektion med randiga tröjor och t-shirts i bomullstrikå (s.k. Tasaraita-trikå), och andra kläder i klara färger, med tydliga mönster och enkla i snittet. Rimala formgav mönster som Puketti (bukett), Keidas (oasis) och Tarha (trädgård). Kläderna passade perfekt i en ny tid då jeansen blivit ett allt vanligare basplagg. 1963 stod den första riktiga fabriken klar på Gamla vintervägen 3 på Nätholmen i Helsingfors.

### Internationellt genombrott

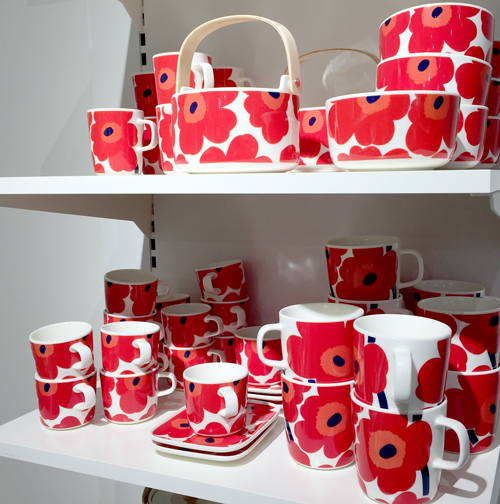
1964 lanserades mönstret Unikko (vallmo) av Marimekko. Mönstret ritades av Maija Isola.

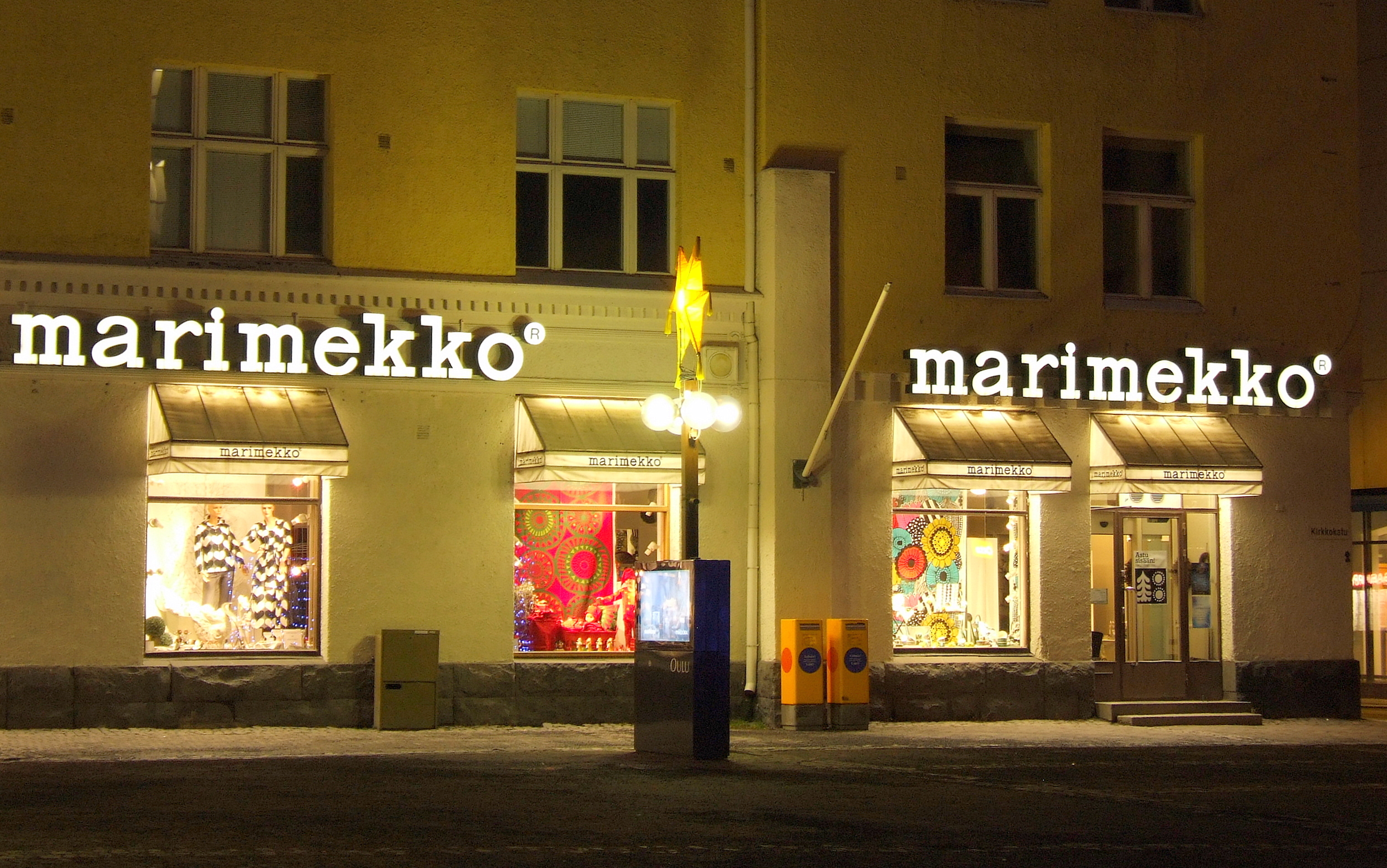
Marimekko Shop på Kyrkogatan i Uleåborg.

När Annika Rimala började som chefsdesigner sammanföll det med att Marimekkos export kom igång. Rimala och Armi Ratia gjorde resor utomlands och deras kollektioner blev omskrivna i internationell press. Rimalas design presenterades i tidningarna Look och Life och ägnades senare stora uppslag i bland annat Vogue, Harper's Bazaar och Elle. Under 1960-talet fick Marimekko ett genombrott internationellt, bland annat med Rimalas färgstarka kollektioner. Den då blivande amerikanska presidenthustrun Jackie Kennedy började 1960 bära Marimekkos kläder under presidentvalskampanjen vilket gav stor publicitet. 1964 lanserades mönstret Unikko (vallmo) av Maija Isola som blivit ett av Marimekkos mest kända och populära mönster.
Marimekko under Ratias ledning satsade nu på ett utopiskt projekt kallat Marikylä (Maribyn) som skulle fungera som plats för produktutveckling och utvecklingen av en ny livsstil. Ratia definierade 1962 Marimekko som en kulturföreteelse som styr livskvaliteten. Hon hade inspirerats av Marshall McLuhans tankar. Ett samarbete med arkitekten Aarno Ruusuvuori inleddes som skapade ett experimenthus i Maribyn som presenterades i Arkkilehti 1966. Experimenthuset stod på Ratias ägor i Bökars utanför Borgå. 1968 följde Ruusuvuori upp med Marisauna, en modern bastu, som var tänkt för kunder i USA men satsningen misslyckades.
Vid slutet av 1960-talet, under ungdomsrevoltens år, drev Annika Rimala igenom att Tasaraita-kollektionen blev massproducerad. Marimekkos chef Armi Ratia var tveksam till massproduktion, hennes koncept var att företaget gjorde exklusiva handtryck från fabriken i Helsingfors. Men massproduktionen blev lyckosam, sedan starten har Marimekko sålt omkring 17 miljoner Tasaraita-plagg.

### Omstrukturering
Projektet Marikylä blev mycket kostsamt och hotade företagets överlevnad. I slutet av 1960-talet fick företaget ekonomiska problem vilket ledde till omstrukturering 1968–1971 under Jaakko Lassilas ledning där antalet anställda minskades från 440 till 270 och sortimentet gallrades. Marikyläprojektet lades ned. 1970 skapades Décembre som hade hand om företagets väskor och som senare blev en del av Marimekko. 1973 upphörde handtillverkningen av företagets mönster. 1973 formgav Ristomatti Ratia de första Marimekko-lakanen i ett samarbete med Porin Puuvilla Oy (Björneborgs bomull Ab) och Kooperativa förbundet.
Under 1970-talet växte företaget, mycket tack vare olika designeravtal; 1968 tecknade man det första avtalet i Finland och 1972 följde avtal i USA och Japan. Marimekko börsnoterades 1974 och samma år öppnade man sin stora butik på Norra Esplanaden 31 i Helsingfors, som fortfarande finns kvar. I östra Finland, i Kides, stod Marimekkos nya fabrik färdig 1974. 1973–1979 byggdes anläggningarna i Hertonäs utanför Helsingfors i olika omgångar. 1983 stod utbyggnaden av anläggningarna i Hertonäs färdiga och blev företagets nya centrum.
1979 avled Armi Ratia och företagets framtid var oviss. När Ratia avled 1979 ärvde barnen Ristomatti Ratia, Antti Ratia och Eriika Gummerus aktiemajoriteten i Marimekko. Hilkka Rahikainen blev ny art director och Marja Suna fick uppdraget att förnya företagets kollektion. Ny blev taktiken att fokusera på tre huvudmarknader: Finland, norra Europa och USA. Marimekko gick bra ekonomiskt genom att anpassa produktionen och förbättra effektiviteten.

### Kirsti Paakkanen
1985 köptes Marimekko upp av Amer, som ägde Marimekko fram till 1991, då Kirsti Paakkanens bolag Workidea köpte loss Marimekko. Då hade Marimekkos i slutet av 1980-talet haft ekonomiska problem och Paakkanens köp av Marimekko som stod inför bankrutt sågs som en räddning av en nationalklenod. Under 1990-talet hade företaget åter tillväxt företaget har moderniserat sin produktion under senare år. Paakkanen vände förlust till vinst på ett halvår genom att rensa sortimentet och slimma produktionen samtidigt som formgivarna återfick kreativ frihet och byråkratin minskades. Målet var att återgå till den ursprungliga affärsidén.  2007 sålde Paakkanen sin ägarandel till Mika Ihamuotila. Mika Ihamuotila blev ny vd 2008.
2008 inleddes ett samarbete där H&M under några månader sålde kläder med Marimekko-mönster i alla sina butiker i hela världen. 2013 framkom att Marimekkos Kristina Isola kopierat ett mönster av den ukrainska folklorekonstnären Maria Primatjenko. Isola lämnade Marimekko samma år. 2015 blev Tiina Alahuhta-Kasko ny ordförande och vd. Konstnärlig ledare är sedan 2014 Anna Teurnell.

## Designers
Några kända designers för Marimekko.
- Fujiwo Ishimoto
- Maija Isola
- Kristina Isola
- Samu-Jussi Koski
- Vuokko Nurmesniemi
- Ristomatti Ratia
- Annika Rimala, chefsdesigner 1960–1982
- Pentti Rinta
- Liisa Suvanto